# 宜春郡
宜春郡，中国隋朝时设置的郡。
隋炀帝大业三年（607年），实行郡制，改袁州为宜春郡，治所在宜春县（今宜春市袁州区），相当于现在江西省宜春市、萍乡市、新余市。唐高祖武德五年（622年），唐朝灭林士弘，恢复州制，改宜春郡为袁州，唐玄宗天宝元年（742年），再改袁州为宜春郡，下辖宜春县（今江西省宜春市袁州区）、萍乡县、新喻县（今江西省新余市渝水区珠珊镇炉下村）。唐肃宗乾元元年（758年），恢复州制，改宜春郡为袁州。
唐朝宜春郡太守
- 李璟（742年）
- 李适之（746年）
- 房琯（747年）
- 刘秋子（至德年间）